# Cebara
Cebara är en ort i Bosnien och Hercegovina.   Den ligger i entiteten Federationen Bosnien och Hercegovina, i den sydvästra delen av landet, 90 km väster om huvudstaden Sarajevo. Cebara ligger 889 meter över havet och antalet invånare är 226.
Terrängen runt Cebara är huvudsakligen kuperad, men åt sydväst är den platt. Närmaste större samhälle är Tomislavgrad, 7,9 km norr om Cebara. 
Trakten runt Cebara består till största delen av jordbruksmark. Runt Cebara är det ganska tätbefolkat, med 93 invånare per kvadratkilometer.